# Darren Powell (entrenador de fútbol)
Darren Powell (n. Nottingham, Inglaterra, 26 de septiembre de 1972) es un entrenador de fútbol inglés. Actualmente dirige al San Antonio FC de la United Soccer League.

## Clubes
| Club           | País           | Año         |
| -------------- | -------------- | ----------- |
| San Antonio FC | Estados Unidos | 2016 - 2019 |